# Mistrovství světa v alpském lyžování 1996
33. Mistrovství světa v alpském lyžování proběhlo v termínu od 12. února do 25. února 1996 ve španělské Sierra Nevada.

## Medailisté

### Muži
| Soutěž      | Zlato           | Stříbro          | Bronz                |
| Sjezd       | Patrick Ortlieb | Kristian Ghedina | Luc Alphand          |
| Slalom      | Alberto Tomba   | Mario Reiter     | Michael von Grünigen |
| Obří slalom | Alberto Tomba   | Urs Kälin        | Michael von Grünigen |
| Super G     | Atle Skårdal    | Patrik Järbyn    | Kjetil André Aamodt  |
| Kombinace   | Marc Girardelli | Lasse Kjus       | Günther Mader        |

### Ženy
| Soutěž      | Zlato                 | Stříbro             | Bronz                |
| Sjezd       | Picabo Streetová      | Katja Seizingerová  | Hilary Lindh         |
| Slalom      | Pernilla Wibergová    | Patricia Chauvet    | Urška Hrovatová      |
| Obří slalom | Deborah Compagnoniová | Karin Roten         | Martina Ertl         |
| Super G     | Isolde Kostnerová     | Heidi Zurbriggenová | Picabo Streetová     |
| Kombinace   | Pernilla Wibergová    | Anita Wachterová    | Marianne Kjørstadová |

## Přehled medailí
| Pořadí         | Stát                   | Zlato | Stříbro | Bronz | Celkově |
| 1              | Itálie                 | 4     | 1       | -     | 5       |
| 2              | Švédsko                | 2     | 1       | -     | 3       |
| 3              | Rakousko               | 1     | 2       | 1     | 4       |
| 4              | Norsko                 | 1     | 1       | 2     | 4       |
| 5              | Spojené státy americké | 1     | -       | 2     | 3       |
| 6              | Lucembursko            | 1     | -       | -     | 1       |
| 7              | Švýcarsko              | -     | 3       | 2     | 5       |
| 8              | Německo                | -     | 1       | 1     | 2       |
| 8              | Francie                | -     | 1       | 1     | 2       |
| 10             | Slovinsko              | -     | -       | 1     | 1       |
| Medailové sady | Medailové sady         | 10    | 10      | 10    | 30      |